# Tramwaje w Cuernavace
Tramwaje w Cuernavace − zlikwidowany system komunikacji tramwajowej w Meksykańskim mieście Cuernavaca.

## Historia
Tramwaje w Cuernavace uruchomiono przed 1900. W 1900 w mieście było 5 km tras tramwaju konnego o rozstawie szyn wynoszącym 914 mm. System został prawdopodobnie zlikwidowany w czasie rewolucji w Meksyku do 1917.